# Professional Windsurfers Association

Verbands-Logo

Die Professional Windsurfers Association (PWA) ist ein Windsurfverband, der seit 1996 den Windsurf World Cup unter dem Namen PWA Worldtour austrägt.
Die PWA legt die Regeln für die Regatten fest und stellt die Schiedsrichter. Aktueller Head Judge ist Duncan Coombs. Hersteller müssen Material bei der PWA registrieren, damit es zu Regatten zugelassen ist. Sie prüft die Voraussetzungen für einen Worldcup und vergibt dann den Status Worldcup an die Veranstalter einzelner Regatten. Sie führt die Jahresranglisten. Teile ihrer Aufgaben delegiert sie an spezialisierte Agenturen.
Neben der Austragung der Weltmeisterschaft hat sie die Funktion, den Sport populär zu machen, unter anderem durch Vermarktung der Worldcups. Mitglieder sind neben den Fahrern auch Hersteller, Veranstalter und Sponsoren. Aktuell ist Jimmy Diaz, ein aktiver Worldcup-Fahrer, Präsident der PWA und Phil McGain, ein ehemaliger Worldcup-Fahrer, Vizepräsident.
Die PWA wurde als Nachfolgeorganisation der Professional Boardsailors Association (PBA) gegründet. Die PBA musste 1995 wegen Überschuldung liquidiert werden.
Seit März 2011 ist Ben Proffitt regelmäßiger Kommentator bei den Live-Übertragungen der PWA.
2021 hat der Verband gleiches Preisgeld für Damen und Herren für alle Wettbewerbe des Windsurf World Cups verbindlich eingeführt.
Seit 2023 finden gemeinsame Wave-Wettbewerbe mit der International Windsurfing Tour (IWT) statt. Als Abschluss eines Jahres wird der Aloha Classic im Oktober ausgetragen.